# Никифор Уединённик
Ники́фор Мона́шествующий (греч. Νικηφόρος ο Μονάζων) или Ники́фор Уедине́нник (XIII век) — православный монах, духовный писатель,  один из авторов духовного сборника «Добротолюбие».

## Биография
Подвизался на Афоне в правление императора Михаила VIII Палеолога. Родился в итальянской католической семье, но отверг католицизм, принял православие и монашествовал на Афоне. За отказ следовать пролатинской политике императора Михаила VIII Палеолога подвергся заключению и ссылке. Никифор Уединённик оставил несколько наставительно-нравственных сочинений. Никифор — прямой предшественник св. Григория Синаита и св. Григория Паламы, который был знаком с его произведениями, в исихастской практике, хотя Григорий Синаит и Григорий Палама не нашли уже его учеников на Афоне. Никифор, настаивая на необходимости духовного наставника в практике исихазма, допускал возможность и самостоятельной практики монашествующих и давал практические советы на этот случай.